# Zwemvereniging De Valken
Zwemvereniging De Valken is een Nederlandse zwemvereniging gevestigd in Westerbork, Drenthe. De club richt zich op zowel prestatiegericht als recreatief zwemmen.

## Geschiedenis
De Valken werd opgericht op 2 september 1966 met een aanvankelijk ledenbestand van ongeveer 160 leden. In de eerste jaren combineerde de vereniging zwembadtrainingen met conditietrainingen in een gymlokaal tijdens de wintermaanden. Daarnaast reisden leden maandelijks per bus naar het overdekte zwembad in Emmen voor extra training.
Op 23 oktober 1967 werd de vereniging officieel aangesloten bij de Koninklijke Nederlandse Zwembond (KNZB), wat deelname aan officiële wedstrijden mogelijk maakte. In 1968 opende De Valken een eigen waterpolobad in Westerbork, gefinancierd door de lokale gemeenschap. Vanaf 1974 konden leden 's winters trainen in het zwembad in Beilen, wat de trainingsmogelijkheden aanzienlijk verbeterde.
In 2003 werd een nieuw zwembad geopend in Beilen, wat zorgde voor betere trainingsfaciliteiten en verbeterde prestaties van de zwemmers.

## Activiteiten en prestaties
Zwemvereniging De Valken heeft zich door de jaren heen vooral gericht op wedstrijdzwemmen en recreatief zwemmen. Hoewel de vereniging in 1988 stopte met waterpolo wegens onvoldoende belangstelling, bleef zij actief in andere zwemdisciplines.
In 2002 werd De Valken kampioen in de 2e districtsklasse, wat promotie naar de D1-competitie betekende. Na een degradatie in 2008 wist de vereniging het volgende seizoen opnieuw kampioen te worden en terug te keren naar de D1.

## Huidige situatie
Zwemvereniging De Valken biedt zwemtrainingen en wedstrijdzwemmen aan voor diverse leeftijdsgroepen en niveaus. Tijdens het winterseizoen worden trainingen gegeven in het zwembad van Beilen en gedurende de zomermaanden in het buitenbad van Westerbork.